# San Babila (métro de Milan)
San Babila est une station de métro à Milan, en Italie. Ouverte le 1er novembre 1964, elle est située sur la ligne 1 du métro de Milan, mais constitue également, depuis le 4 juillet 2023, un arrêt sur la ligne 4. Située piazza San Babila, elle est nommée en l'honneur de saint Babylas d'Antioche, San Babila en italien.